# Julus brevicornis
Julus brevicornis är en mångfotingart som beskrevs av Brandt 1841. Julus brevicornis ingår i släktet Julus och familjen kejsardubbelfotingar. Inga underarter finns listade i Catalogue of Life.